# Bettysbaai

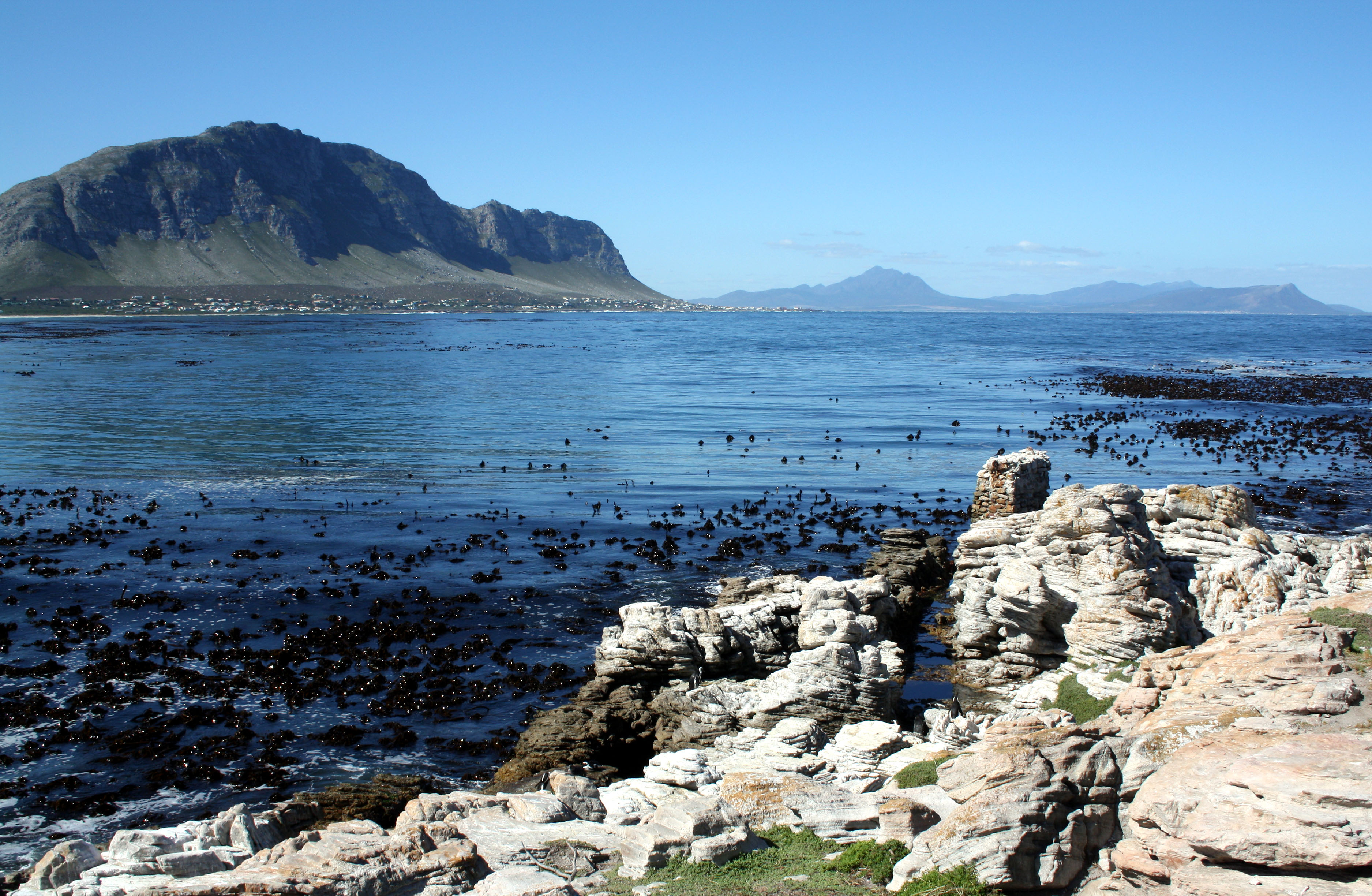
Bettysbaai

Bettysbaai (Engels: Betty's Bay) is een vakantiedorp met 1380 inwoners, in de Zuid-Afrikaanse provincie West-Kaap. Bettysbaai behoort tot de gemeente Overstrand dat onderdeel van het district Overberg is. De nederzetting ligt verspreid over een afstand van 12 km, ingeklemd tussen de Atlantische Oceaan en het Kogelberg natuurreservaat. De R44 verbindt het dorp met Somerset-West en de N2.
De nederzetting is vernoemd naar een dochter van Arthur Youlden, die de omgeving in de jaren 30 van de twintigste eeuw begon te ontwikkelen.

## Subplaatsen
Het nationaal instituut voor de statistiek, Stats SA, deelt sinds de census 2011 deze hoofdplaats in in 2 zogenaamde subplaatsen (sub place):
Betty's Bay SP • Harold Porter Botanic Garden.